# 四詞謬誤
四詞謬誤（英語：fallacy of four terms；拉丁語：quaternio terminorum）是一種形式謬誤，係因三段論含有四個以上的詞項，導致論證無效。

## 說明
傳統的三段論只牽涉三個詞項，如以下論證包含了三個詞項：「金魚」、「魚」、「鰭」。

- 大前提：所有魚都有鰭。
- 小前提：所有金魚都是魚。
- 結論：所有金魚都有鰭。

如果有四個詞項，則論證無效，如以下論證包含了四個詞項：「人」、「金魚」、「魚」、「鰭」。

- 大前提：所有魚都有鰭。
- 小前提：所有金魚都是魚。
- 結論：所有人都有鰭。

## 中詞歧義謬誤
在日常語言中，有時會因詞語的歧義，造成論證中有四個詞的情況，此類因中詞歧義造成的四詞謬誤，又稱中詞歧義謬誤（fallacy of the ambiguous middle term）。例如：

- 大前提：沒有東西勝過永恆的幸福。
- 小前提：火腿三明治勝過沒有東西。
- 結論：火腿三明治勝過永恆的幸福。

上述論證大前提中的「東西」是指抽象東西，小前提中的「東西」是指具體東西。因此該論證包含了四個詞項：「（抽象）東西」、「永恆的幸福」、「火腿三明治」、「（具體）東西」，因此無效。

- 大前提：保證公司的利益是作為一個公司負責人的責任。
- 小前提：阿翔出售變了質的鯪魚罐頭就是為了保證公司的利益。
- 結論：阿翔這樣做是盡他自己作為一個公司負責人的責任。

上述論證大前提中的「公司利益」是指合法的利益，小前提中的「公司利益」是指非法的利益。因此該論證包含了四個詞項：「（合法的）公司利益」、「作為公司負責人的責任」、「阿翔」、「（非法的）公司利益」，因此無效。

- 大前提：有理數是初中數學的單元之一。
- 小前提：47是有理數。
- 結論：47是初中數學的單元之一。

上述论证大前提中的“有理數”是指用于讨论某一概念的单元；小前提中的“有理數”是指一种数的种类，亦即前文所述单元所讨论的内容。因此该论证包含了四个词项：“有理数（单元）”、“47”、“初中數學的單元之一”、“有理数（数字）”，因此无效。

- 大前提：中國高等學校遍佈全國。
- 小前提：我們學校是中國高等學校。
- 結論：我們學校遍佈全中國。

上述论证大前提中的“高等學校”是指对所有高等學校的统称；小前提中的“高等學校”是指特定的某一个高等學校。因此该论证包含了四个词项：“（所有）高等學校”、“我們學校”、“遍佈全中國”、“（单个）高等學校”，因此无效。

## 外部連結
- （英文）Logical Fallacy: Four Term Fallacy（页面存档备份，存于）